# Kyrkbok (genealogiprogram)
Kyrkbok är ett program för att kunna skriva in allt som man hittar i husförhörs-, födelse-, död-, vigsel- och flyttböcker. Länkar kan skapas mellan olika husförhörssidor, så att man lätt kan följa personerna allteftersom de flyttar. Detta gör att man kan på ett helt annat sätt kan följa hur de levde. I och med version 1.09 så kan man skapa husförhörsrapporter för en fastighet, så att man kan följa vilka som bodde på en gård period för period. Programmet innehåller uppgifter om alla svenska församlingar genom tiderna fram till dagens datum. Programmet kan skapa avancerade släktlistor såsom html-sidor som man kan sprida till hela släkten.
Manual för programmet: Manual för kyrkboksbearbetning

Nedladdning finns tyvärr inte längre på hemsidan.